# No Rules!
No Rules! ist ein Lied des finnischen Sängers Windows95man. Mit dem Titel vertrat er Finnland beim Eurovision Song Contest 2024.

## Hintergrund
Das Lied wurde von Henri Piispanen, Jussi Roine und Teemu Keisteri alias Windows95man selbst geschrieben. Die Single erschien am 16. Januar 2024 bei All Day Entertainment. Keisteri tat sich mit Sänger und Schauspieler Henri Piispanen zusammen, da er einen Interpreten benötigte, der höhere Töne singen konnte als er selbst. Mit dem Lied trat er dann beim nationalen Wettbewerb Uuden Musiikin Kilpailu 2024 am 10. Januar 2024 an und gewann diesen, worauf der Song sechs Tage später als Single herausgebracht wurde.

## Inhalt
In Interviews sagte Keisteri, dass der Song die Botschaft übermitteln solle, „nicht alles so ernst zu nehmen“, auch damit Keisteri selbst entspannt sei, wenn er das Lied aufführt. Der Songtitel stellt Keisteris Mantra dar, das er sich für sein Leben gewählt hat. Zudem wolle er die Mentalität der Finnen beschreiben, die im tiefen Inneren Looney Tunes seien.

## Eurovision Song Contest
Bei der Auslosung fürs Semifinale am 30. Januar 2024 wurde ihm die zweite Hälfte des ersten Halbfinales zugelost. Am 26. März 2024 wurde ihm dort der zehnte Startplatz zugeteilt. Beim Eurovision Song Contest 2024 in der Malmö Arena in Malmö, Schweden, wurde der Song zunächst im ersten Halbfinale am 7. Mai aufgeführt. Er konnte sich auf dem siebten Platz mit 59 Punkten für das Finale qualifizieren und trat dort auf dem 17. Startplatz an. Er erreichte mit 38 Punkten den 19. Platz. Davon entfielen sieben Punkte auf die Jurys, bei denen der Titel auf dem 24. Platz lag, und 31 Punkte auf die Zuschauer, bei denen er den 15. Platz belegte.

## Chartplatzierungen
| ChartsChartplatzierungen | Höchstplatzierung | Wochen |
| ------------------------ | ----------------- | ------ |
| Finnland (IFPI)          | 6 (8 Wo.)         | 8      |